# سیلیون
سیلیون (به یونانی: Σίλλυον) یک قلعه و شهر مهم در نزدیکی آنتالیا در پامفیلیه، در سواحل جنوبی ترکیه است.  نام‌های ترکی امروزی آن Yanköy Hisarı یا Asar Köy است.

## نگارخانه

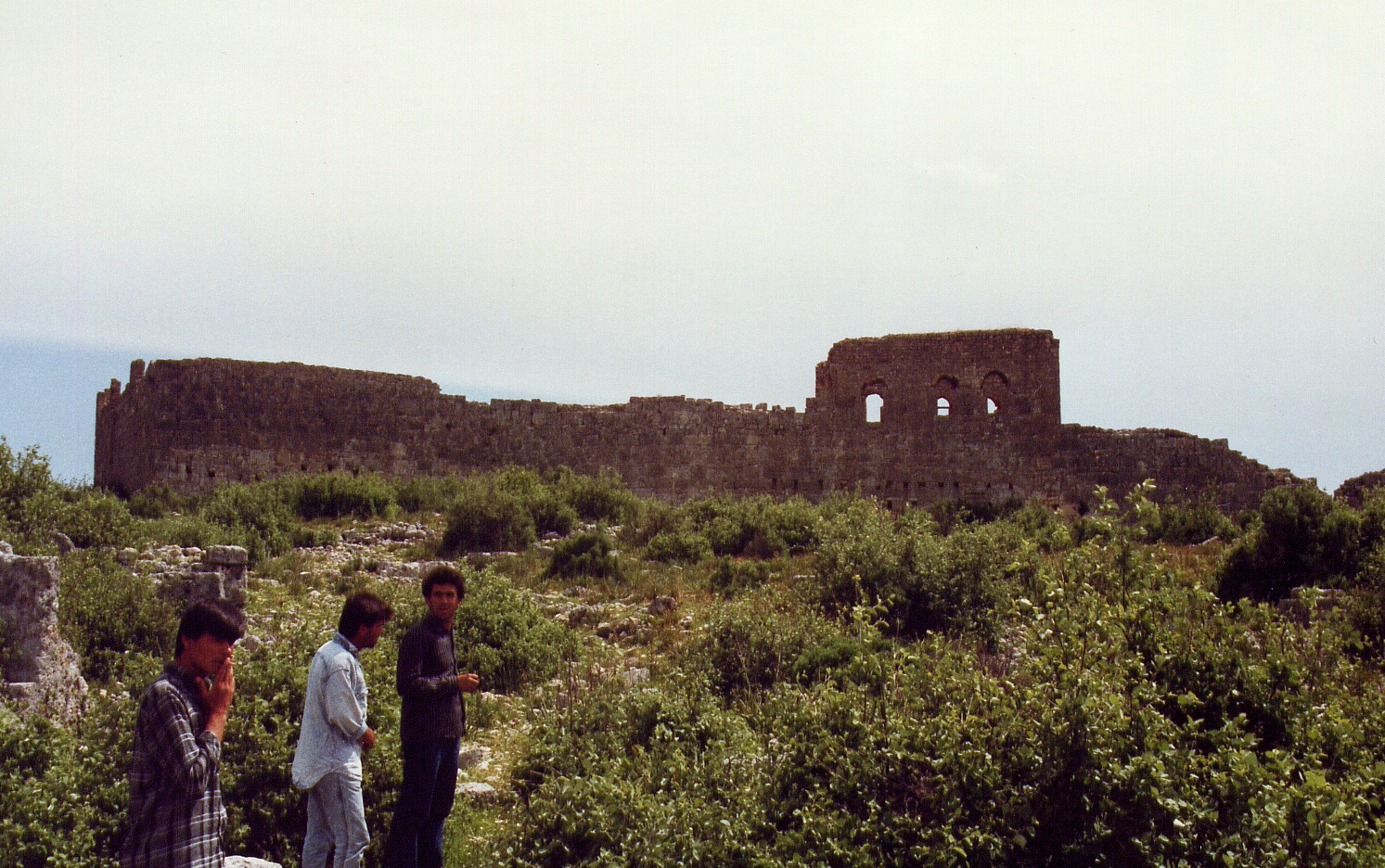
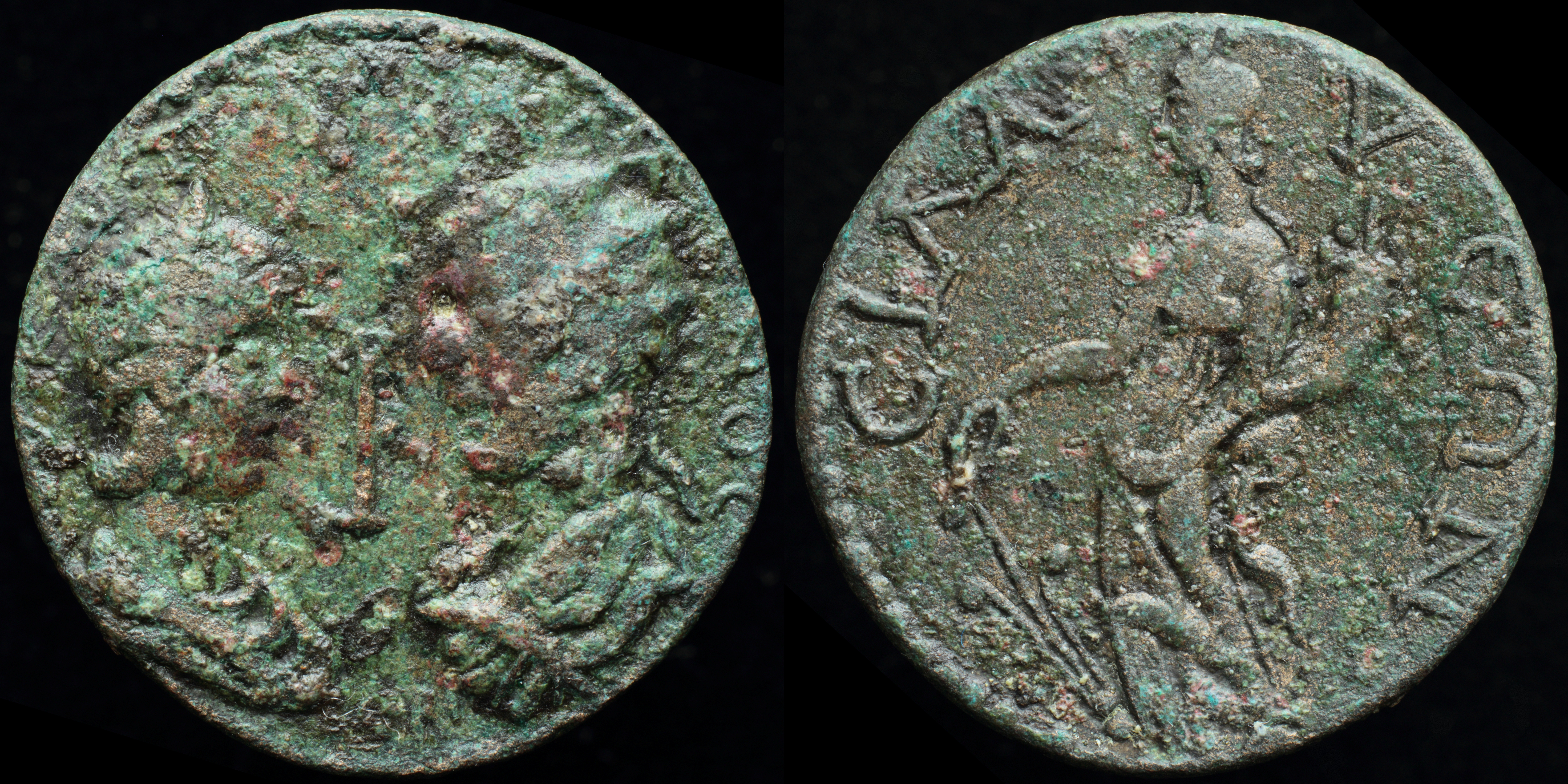